# Zonitis ventralis
Zonitis ventralis es una especie de coleóptero de la familia Meloidae.

## Distribución geográfica
Habita en Australia.